# Charles Stross
Charles David George "Charlie" Stross (18 de outubro de 1964) é um premiado escritor britânico de ficção científica, horror e fantasia. Stross é especializado em hard science fiction e space opera. Entre 1994 e 2004 ele foi também um escritor ativo para a revista Computer Shopper e foi o responsável pela coluna mensal sobre Linux. Ele parou de escrever para a revista para dedicar mais tempo aos seus romances. No entanto, ele continua a publicar artigos na Internet.

## Vida e educação
Stross nasceu em Leeds, Inglaterra. Ele mostrou um interesse precoce pela escrita e escreveu a sua primeira estória de ficção científica aos 12 anos de idade. Ele bacharelou-se em Farmácia em 1986, e foi qualificado como um farmacêutico em 1987. Em 1989, ele se matriculou na Universidade de Bradford para uma pós-graduação em ciência da computação. Em 1990, passou a trabalhar como autor técnico e programador. Em 2000, ele começou a trabalhar como um escritor em tempo integral, inicialmente como autor técnico, mas depois se tornou um sucesso como um escritor de ficção.

## Carreira
Nos anos 1970 e 1980, Stross publicado alguns artigos sobre o jogo de RPG Advanced Dungeons & Dragons na revista White Dwarf. Algumas de suas criaturas, como o cavaleiro da morte, githyanki (o nome foi emprestado do livro Vingança ao Anoitecer de George R. R. Martin ), githzerai e e slaad foram publicados posteriormente no compêndio de monstros Fiend Folio.
Seu primeiro conto a ser publicado, "Os Meninos", apareceu na Interzone em 1987. Sua coletânea de contos Toast: And Other Rusted Futures (2002) e subsequentes contos foram nomeados para o Hugo, o Nebula e outros prêmios. Seu primeiro romance, Singularidade do Céu, foi publicado pela Ace Books em 2003 e foi indicado ao Hugo. Sua novela "The Concrete Jungle" (publicada em The Atrocity Archives) venceu o Hugo de sua categoria em 2005. Seu romance Accelerando ganhou o Prêmio Locus de melhor romance de ficção científica, em 2006, foi um dos finalistas para o John W. Campbell Memorial Award de Melhor Romance de Ficção científica, e foi finalista do Hugo na categoria Melhor Romance. Estufa ganhou o Prêmio Prometheus de 2007 e foi finalista do Hugo na categoria Melhor Romance; a tradução de alemão Glashaus ganhou o Kurd-Laßwitz-Preis de 2009. Sua novela Missile Gap ganhou o Locus de melhor novela de 2007. Mais recentemente, Stross foi condecorado com o Edward E. Smith Memorial Award ou Skylark em Boskone de 2008.
Seu romance The Atrocity Archives (2004) centra-se em uma agência de inteligência britânica que investiga horrores mitológicos; usando idéias semelhantes às do livro de RPG Delta Green (1996), Stross comentou em um posfácio do livro: "Tudo o que posso dizer em minha defesa é... Não tinha ouvido falar de Delta Green quando escrevi The Atrocity Archives... Vou deixar por isso mesmo, exceto para dizer que Delta Green chegou perigosamente perto de me fazer pegar os dados de novo.":247
Stross foi um dos Convidados de Honra no Orbital de 2008, a convenção britânica de ficção científica (Eastercon), em março de 2008. Ele foi o Autor Convidado de Honra no Maryland Regional Science Fiction Convention (Balticon) em maio de 2009. Também foi o Autor Convidado de Honra no Fantasticon (Dinamarca), em agosto de 2009 e na Boskone 48, em fevereiro de 2011.
Em setembro de 2012, Stross lançou O Arrebatamento dos Nerds, um romance escrito em colaboração com Cory Doctorow. Os dois também estão envolvidos no licenciamento e movimento de direitos autorais Creative Commons. Em dezembro de 2017, ele deu uma palestra na 34C3.

## Premiações
Accelerando ganhou a Locus Award de Melhor Romance de Ficção científica de 2006. Missile Gap ganhou o Locus Award de melhor novela de 2007. The Concrete Jungle (contido em The Atrocity Archives) ganhou o Prémio Hugo de melhor novela em 2005; Palimpsest, incluído em Wireless, ganhou o mesmo prêmio em 2010, e Equoid em 2014. The Apocalipse Codex ganhou o Prêmio Locus de Melhor Novela de Fantasia de 2013.  A obra de Stross também foi indicada para uma série de outros prêmios, incluindo o John W. Campbell Memorial Award, o Arthur C. Clarke Award, e o Prêmio Hugo de Melhor Romance, bem como o Seiun Award do Japão.